# Kliutxevoi (Krasnodar)
|  | Per a altres significats, vegeu «Kliutxevoi». |

Kliutxevoi - Ключевой (rus) és un possiólok del krai de Krasnodar, a Rússia. Es troba a 16 km al nord-est de Krilóvskaia i a 173 km al nord-est de Krasnodar, la capital. Pertany al municipi de Novosserguíievskaia.